# 704
Năm 704 trong lịch Julius.

## Sinh
- Lý Phụ Quốc, hoạn quan phục vụ dưới triều đình nhà Đường trong lịch sử Trung Quốc
- Thôi Hiệu, nhà thơ thời nhà Đường, người Biện Châu, đỗ tiến sĩ năm Khai Nguyên thứ 11 (723), làm quan đến chức Tư Huân viên ngoại lang